# Štefan Tiso
Štefan Tiso (18 octobre 1897, Bytča - 28 mars 1959) est un avocat, homme d'État et président de la Cour suprême de la République slovaque (1939-1945). Il a également été président du gouvernement (en remplacement de Vojtech Tuka), ministre des Affaires étrangères (en remplacement également de Vojtech Tuka) et ministre de la Justice (en remplacement de Gejza Fritz) de la République slovaque.
Il est cousin de Jozef Tiso, président de la République.
Arrêté à la fin de la guerre, Štefan Tiso est condamné à la prison à perpétuité.